# Rari Nantes Bogliasco 2010-2011
Questa voce raccoglie le informazioni riguardanti la Rari Nantes Bogliasco nelle competizioni ufficiali della stagione 2010-2011.

## Organigramma societario
Dal sito internet ufficiale della società.
- Presidente onorario
Adelio Peruzzi
- Presidente
Claudio Gavazzi
- Vice Presidente vicario
Carmine Di Somma
- Consiglieri
Paolo Galli
Claudio Garofalo
Carlo Cavalleri
Massimo Millo
Cristian Moretti
Mirko Prandini

## Rosa
| N° |                     | Ruolo | Giocatore           |
| -- | ------------------- | ----- | ------------------- |
| 1  | Italia (bandiera)   | P     | Simone Mina         |
| 2  | Italia (bandiera)   | D     | Daniele Magalotti   |
| 3  | Italia (bandiera)   | CV    | Alessandro Di Somma |
| 4  | Italia (bandiera)   | A     | Tommaso Vergano     |
| 5  | Italia (bandiera)   | CB    | Giovanni Bianco     |
| 6  | Italia (bandiera)   | A     | Roman Di Somma      |
| 7  | Germania (bandiera) | A     | Heiko Nossek        |

| N° |                   | Ruolo | Giocatore         |
| -- | ----------------- | ----- | ----------------- |
| 8  | Italia (bandiera) | D     | Giacomo Boero     |
| 9  | Italia (bandiera) | D     | Daniele Bettini   |
| 10 | Italia (bandiera) | CB    | Marco Mugnaini    |
| 11 | Malta (bandiera)  | A     | Steven Camilleri  |
| 12 | Italia (bandiera) | CB    | Arnaldo Deserti   |
| 13 | Italia (bandiera) | P     | Michele Capanna   |
|    | Italia (bandiera) | CB    | Giacomo Cocchiere |

### Staff tecnico
| Allenatore: | Jonathan Del Galdo |